# Erik Schack
Erik Schack (* 1. Mai 1938 in Viborg) ist ein dänischer Richter.

## Leben
Erik Schack ist der Sohn des Kaufmanns Eli Schack († 1975) und der Prokuristin Gudrun Petersen († 1983). Er schloss 1956 die Kathedralschule in Viborg ab und begann anschließend ein Jurastudium an der Universität Aarhus, das er 1963 als cand.jur. abschloss.
Anschließend arbeitete er zwei Jahre lang als Anwaltsbevollmächtigter für den Højesteretsanwalt Bernhard Helmer Nielsen. Von 1965 bis 1968 war er Anwaltsbevollmächtigter bei Kammeranwalt Poul Schmith. 1966 erhielt er selbst das Recht als Anwalt zu arbeiten. Am 24. Juni 1967 heiratete er Bodil Merete Petersen (* 1941), Tochter des Mechanikers Ernst Petersen († 1977) und seiner Frau Ruth Ledreborg Jensen († 1974).
1968 wurde er als Bevollmächtigter am Grønlandsministeriet angestellt. 1973 zog er nach Grönland, wo er Bevollmächtigter bei Landshøvding Hans J. Lassen wurde. 1975 wurde er Gerichtsbevollmächtigter an Grønlands Landsret und 1978 wurde er zum grönländischen Landesrichter ernannt. Von 1979 bis 1987 war er auch Vorsitzender des Grönländischen Kriminalvorsorgerats und von 1985 bis 1987 Vorsitzender des Grönländischen Rats zur staatlichen Erstattung für Opfer von Verbrechen.
1987 kehrte er nach Dänemark zurück und wurde Richter in Thisted, was er bis 1992 blieb. 1993 wurde er Gerichtsassessor im Kopenhagener Stadtgericht.